# Lower City
Lower City è un film del 2005 diretto da Sérgio Machado alla sua prima regia.
Fu presentato nella sezione Un Certain Regard del 58º Festival di Cannes.

## Trama
Deco e Naldinho sono amici d'infanzia e tirano a campare trasportando merci a bordo della loro fatiscente barca a motore. In uno dei loro tragitti incontrano Karinna, una spogliarellista e prostituta diretta a Salvador in cerca di lavoro, e le offrono un passaggio in cambio di favori sessuali. Durante una sosta nella città di Cachoeira, dove assistono e scommettono a una lotta tra galli, vengono coinvolti in una rissa nella quale Naldinho rimane gravemente ferito e Deco, di conseguenza, ferisce gravemente il suo aggressore. Costretti a darsi alla fuga, i tre raggiungono Salvador dove i loro destini s'intrecceranno indissolubilmente.

## Riconoscimenti
- 2006 - Festival di Cabourg
  - Grand Prix e Prix de la Jeunesse
- 2006 - Festival International du Film d'Amour de Mons
  - Grand Prix